# Куинси (Илинойс)
Вижте пояснителната страница за други значения на Куинси.
Куинси (на английски: Quincy) е град в централната част на Съединените американски щати, административен център на окръг Адамс в щата Илинойс. Населението му е 40 303 души (по приблизителна оценка за 2017 г.).
Разположен е на 173 m надморска височина във Вътрешните равнини, на левия бряг на река Мисисипи и на 175 km северозападно от Сейнт Луис. Селището е основано около 1820 година от преселници от Нова Англия. Получава сегашното си име и става център на новосъздадения окръг Адамс през 1825 година, като и селището, и окръгът са наречени на избрания преди това президент Джон Куинси Адамс. Градът преживява своя разцвет през втората половина на XIX век, когато е важно пристанище на Мисисипи и крайна точка на железопътна линия, като за известно време е втори по големина в Илинойс.

## Известни личности
Родени в Куинси
- Мери Астор (1906 – 1987), актриса